# Ротонда (провінція Потенца)
Ротонда (італ. Rotonda) — муніципалітет в Італії, у регіоні Базиліката,  провінція Потенца.
Ротонда розташована на відстані близько 370 км на південний схід від Рима, 80 км на південь від Потенци.
Населення — 3546 осіб (2014).

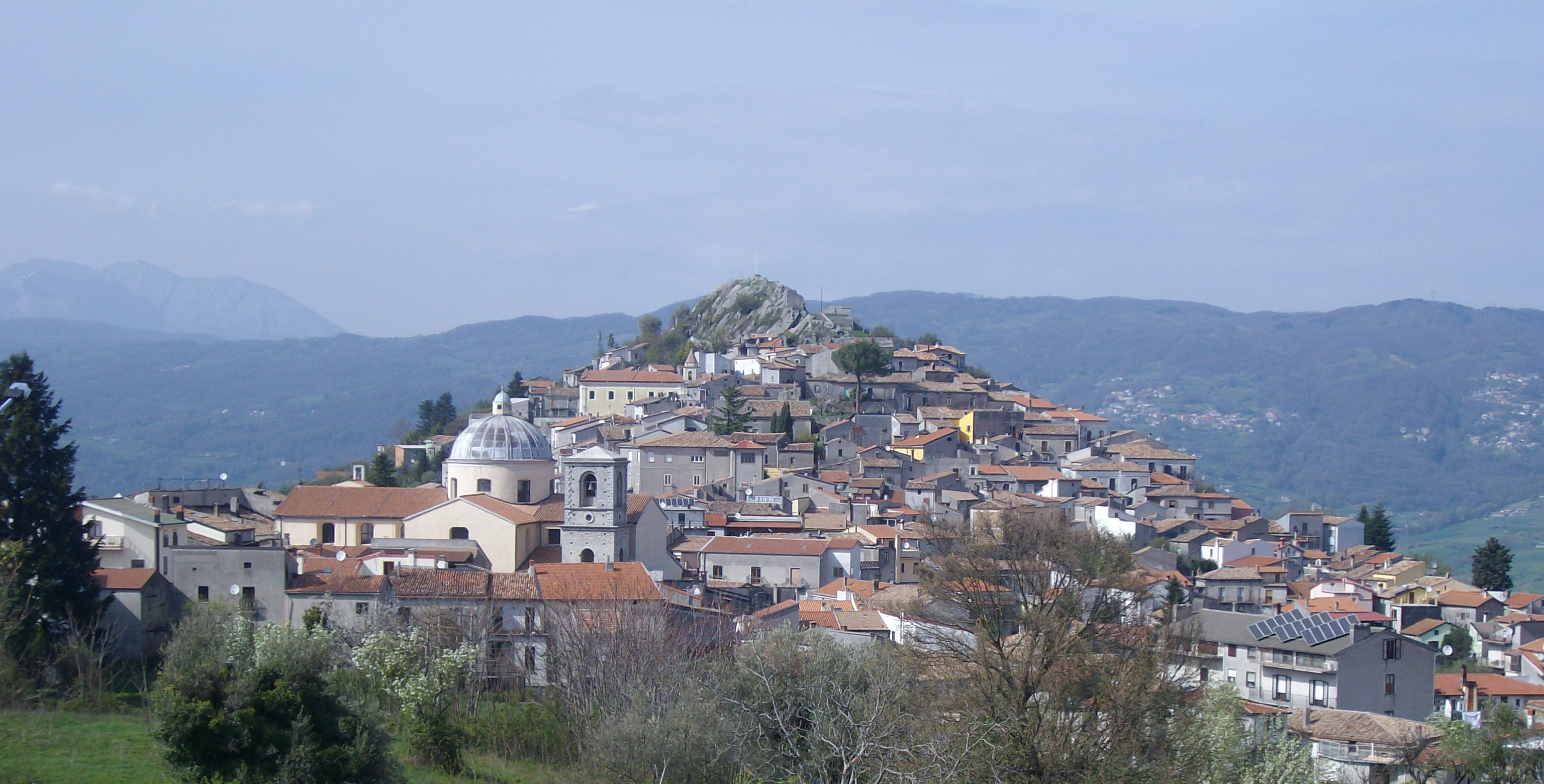

Щорічний фестиваль відбувається 8 червня - 13 червня. Покровитель — Sant'Antonio di Padova.

## Демографія
Населення за роками:

Станом на 1 січня 2023 року в муніципалітеті офіційно проживали 154 іноземці з 17 країн, серед них 128 громадян країн Євросоюзу та 12 громадян України.

## Сусідні муніципалітети
- Лаїно-Борго
- Лаїно-Кастелло
- Морано-Калабро
- Морманно
- Віджанелло
- Кастеллуччо